# NGC 5169
NGC 5169 ist eine balkenspiralförmige Low Surface Brightness Galaxy vom Hubble-Typ SBbc im Sternbild der Jagdhunde, die etwa 113 Millionen Lichtjahre von der Milchstraße entfernt ist.
Sie wurde am 26. April 1830 von John Herschel entdeckt.